# Dövlət Bayrağı Meydanı
Dövlət Bayrağı Meydanı (pol. Plac Flagi Narodowej) – plac w Baku, na którym powiewa flaga Azerbejdżanu. Flaga ma wymiary 70 na 35 metrów. Maszt flagi o wysokości 162 metrów został zatwierdzony przez Biuro Rekordów Guinnessa jako najwyższy maszt na świecie.

## Historia
Prezydent Azerbejdżanu İlham Əliyev położył kamień węgielny na placu 30 grudnia 2007 roku. Plac został otwarty 1 września 2010 roku. Z inicjatywy prezydenta powstanie również Muzeum Flagi Narodowej, a dzień 9 listopada został ustanowiony Narodowym Dniem Flagi.